# The Secret Land
The Secret Land è un documentario del 1948 diretto da Orville O. Dull sulla spedizione della Marina degli Stati Uniti in Antartide.

## Trama
Il film rievoca scene di diversi momenti critici durante l'operazione, come il controllo dei danni a bordo della nave e il contrammiraglio Richard E. Byrd che lancia oggetti da un aereo per alleggerirlo ed evitare di schiantarsi. Un'altra scena mostra il capo della flotta delle operazioni navali, l'ammiraglio Chester W. Nimitz, che discute dell'operazione Highjump con gli ammiragli Richard E. Byrd e Richard H. Cruzen prima della loro partenza. Sono inoltre raffigurati il salvataggio dell'equipaggio di un aereo precipitato.

## Premi
Vincitore del premio Oscar al miglior documentario alla 21ª edizione degli Academy Awards.